# Tommaso Calvi
Pour les articles homonymes, voir Calvi (homonymie).
Tommaso Calvi ou Thomas Calvus (né v. 1526 à Messine et mort le 14 janvier 1613) est un évêque italien de la fin du XVIe et du début du XVIIe siècle. 

## Biographie
Tommaso Calvi devient évêque de Tropea en 1593. Il fonde dans son diocèse quatre couvents de filles, sous la règle de Sainte Claire.